# Saleem Haddad
Saleem Haddad (in arabo سليم حداد‎?; Al Kuwait, 1983) è uno scrittore, regista e operatore umanitario kuwaitiano, di origine iracheno-tedesca e palestinese-libanese.

## Biografia
È nato Al Kuwait nel 1983 da padre libanese-palestinese e madre irachena-tedesca. È cresciuto e ha studiato in Giordania, Canada e Regno Unito. Vive a Lisbona.
Il suo romanzo d'esordio, Ultimo giro al Guapa (Guapa), pubblicato nel marzo 2016 dall'editore Other Press, è ambientato nell'arco di 24 ore e narra la storia di Rasa, un uomo gay che vive in un Paese arabo senza nome e che cerca di ritagliarsi una vita nel bel mezzo di sconvolgimenti politici e religiosi. Il romanzo ha ricevuto critiche positive da parte della stampa. È stato tradotto in numerose lingue; in italia è stato pubblicato da Edizioni e/o.
Al London Literature Festival del 2017 ha ricevuto il Polari First Book Prize. Il premio viene assegnato annualmente a uno scrittore di poesia, prosa, narrativa o saggistica, la cui l'opera prima esplora l'esperienza LGBT.
Nel 2018 Haddad ha scritto e diretto il cortometraggio, Marco. Il film nel marzo 2019 è stato presentato in anteprima mondiale al Mawjoudin Queer Film Festival di Tunisi e in anteprima europea al BFI Flare: London LGBT Film Festival di Londra. Successivamente il film è stato proiettato a livello internazionale in festival come il Palm Springs International ShortFest e l'Outfest Fusion, ed è stato nominato come miglior cortometraggio britannico all'Iris Prize del 2019.
Scrive per Slate e Muftah.
Ha lavorato per varie organizzazioni umanitarie come Medici Senza Frontiere, per cui è stato in Yemen, Siria e Iraq, e collabora con il Centro di Studi Strategici dell'Università della Giordania. Lavora come Conflict and Security Advisor per le aree del Medio Oriente e del Nord Africa per conto di Safeworld.

## Opere
- Saleem Haddad, Ultimo giro al Guapa, traduzione di Silvia Castoldi, Roma, Ediaizoni E/O, 2016, ISBN 978-88-6632-721-9.